# Сибрано
Сибра́но (болг. Събрано) — село в Сливенській області Болгарії. Входить до складу общини Нова Загора.

## Населення
За даними перепису населення 2011 року у селі проживали 407 осіб.
Національний склад населення села:
| Національність   | Кількість осіб | Відсоток |
| ---------------- | -------------- | -------- |
| болгари          | 326            | 80,3 %   |
| цигани           | 71             | 17,5 %   |
| турки            | 8              | 2,0 %    |
| Всього відповіли | 406            |          |

Розподіл населення за віком у 2011 році:
Динаміка населення: